# Anamneza (filozofija)
Za korištenje ovog naziva u medicini, v. članak Anamneza (medicina)
Anamneza (ἀνάμνησις = sjećanje) je pojam koji se koristi u medicini, filozofiji, psihoanalizi i religiji.

## Filozofija
Platon koristi ovaj pojam u svojoj gnoseološkoj teoriji koju razvija u dijalozima Menon i Fedon.

### Menon
U Menonu istoimeni lik postavlja pred Sokrata problem, koji je kasnije postao poznat kao sofistički paradoks ili paradoks znanja:
Menon: "A kako ćeš, Sokrate, tražiti [prirodu vrline] kada uopće ne znaš što je ona? Koju ćeš stvar, od svih stvari koje ne znaš, postaviti kao cilj svoje potrage? A čak i ako dođeš do nje, kako ćeš znati da to i je ono što ne znaš?" (Meno, 80d).
Drugim riječima, ako ne znaš kako znanje izgleda, nećeš ga propoznati kada ga vidiš, a ako i znaš kako izgleda, onda ne treba za njim ni tragati. U svakom slučaju, dakle, potraga za znanjem je besmislena.
Platonov Sokrat na to odgovara teorijom anamneze. Prema njoj, duša je besmrtna i nekada je boravila u carstvu ideja, gdje je stekla istinsko znanje. Duša se iznova reinkarnira; znanje se zapravo oduvijek nalazi u duši (86b), ali svaki put kada se duša ponovo reinkarnira u nekom tijelu, ona zbog šoka rađanja izgubi sve svoje prethodno znanje. Ono što mi nazivamo učenjem zapravo je samo prisjećanje (anamneza) onoga što je naša duša već znala. Tako Sokrat sebe ne vidi kao učitelja, već prije kao "primatelja", jer pomaže rađanju znanja koje se već nalazi u učenikovoj duši.
Ovu teoriju ilustrira pitanje o geometriji koje Sokrat postavlja mladom robu. Dječak prvo daje pogrešan odgovor; kada mu Sokrat na to ukaže, on je zbunjen, ali postavljajući pitanja Sokrat uspijeva iz njega "izvući" točan odgovor. Budući da se dječaku nije dalo točan odgovor, to treba pokazati da je on do istine mogao dospjeti samo prisjećanjem na ono što je njegova duša ranije već znala, ali je u međuvremenu zaboravila.

### Fedon
U Fedonu Platon razvija svoju teoriju o anamnezi, dijelom i tako što je kombinira sa svojom teorijom ideja. Prije svega, govori o tome kako se anamneza (prisjećanje) može postići. Dok se u Menonu kao jedina metoda spominje Sokratov mejeutičko-dijalektički način ispitivanja, u Fedonu Platon govori o načinu življenja pomoću kojega možemo zaobići obmanjujuću prirodu tijela putem katarze (κάθαρσις), tj. "očišćenja". Tijelo i njegova osjetila su izvori pogreške: istinsko se znanje može postići samo korištenjem uma, koji je jedini sposoban spoznati ideje (66 b–d). Platon jasno razlikuje promjenljive predmete osjetilnog opažanja od vječitih ideja, koje su jedine predmeti istinske spoznaje.

## Religija
Termin "anamneza" rabi se u nekim Crkvama u vezi s liturgijom. Podrijetlo te uporabe leži u Kristovim riječima na Posljednjoj večeri: "Činite to meni u spomen" (grč. Τοῦτο ποιεῖτε εἰς τὴν ἐμὴην ἀνάμνησιν, Luka 22:19, Korinćanima 1, 11:24-25), što se može odnositi kako na obredni karakter same liturgije ili na dio gdje se obilježavaju Pasija, Isusovo uskrsnuće i Uzašašće.
Na primjer, u liturgiji Svetog Ivana Zlatoustog anamneza počinje ovim riječima:
"Sjećajući se, dakle, ove zapovijedi Spasitelja [tj. da se jede i pije u sjećanje na njega] i svega što se dogodilo radi našeg spasenja, križa, groba, uskrisio na treći dan, uzašašća na nebo, ustoličenja s desne strane Oca, te drugoga, slavnoga dolaska...."
Ova rečenica prethodi djelu molitve u kome svećenik moli Boga da pošalje Duha Svetoga da pretvori kruh i vino u tijelo i krv Kristovu. U nekim zapadnim kršćanskim tradicijama, međutim, anamneza dolazi nakon posvećenja kruha i vina.